# Burnupena pubescens
Burnupena pubescens is een soort in de klasse van de Gastropoda (Slakken).
Het dier komt uit het geslacht Burnupena en behoort tot de familie Buccinidae. Burnupena pubescens werd in 1858 beschreven door Küster.